# Vlag van Marrum-Westernijkerk

Vlag van Marrum-Westernijkerk

De vlag van Marrum-Westernijkerk is de dorpsvlag van de Nederlandse dorp Marrum en Westernijkerk, in de Friese gemeente Noardeast-Fryslân. De vlag werd op 25 november 1999 en in 2001 geregistreerd. Het ontwerp van de vlag is van de hand van J.C. Terluin.

## Beschrijving
De beschrijving van de vlag is als volgt:
Twee lengtebanen blauw en groen, over alles heen een liggende gele ruit, waarvan de hoeken alle zijden van de vlag in het midden raken, de ruit belegd met een afgescheurde katten- en roekenkop, beide zwart en toegewend.
De kleuren zijn afkomstig van het dorpswapen.

## Symboliek
- Kat: bijnaam voor een inwoner van Marrum.[3]
- Roek: bijnaam voor een inwoners van Westernijkerk.[3]
- Groene baan: de kleur groen duidt op het agrarische karakter van het dorp.[3]
- Blauwe baan: beeldt de Waddenkust uit.[3]
- Kleurstelling: ontleend aan de wapens van de adellijke families: Ponga, Wynia, Walta en Van Idsinga. Deze families bewoonden staten in het dorp.[3] Het gouden vlak met de zwarte dieren is overgenomen uit de wapens met een halve Friese adelaar.[4]

## Zie ook

Wapen van Marrum-Westernijkerk